# Letecká základna Ramat David
Letecká základna Ramat David (hebrejsky בסיס חיל-האוויר רמת דוד‎, Besis chejl ha-avir Ramat David; ICAO: LLRD) je jednou ze tří hlavních leteckých základen Izraelského vojenského letectva. Nachází se jihovýchodně od Haify poblíž kibuců Ramat David a Megido v Jizre'elském údolí. Vybudována byla v roce 1942 za britského mandátu Palestina jako letecká základna Královského letectva (anglicky: Royal Air Force) a její tehdejší název byl RAF Ramat David. Dne 26. května 1948 se stala základnou nově vytvořených Izraelských obranných sil a v současnosti je domovskou základnou tří eskader letounů F-16 C/D a eskadry vrtulníků Hughes 500MD. V minulosti byla domovskou základnou 117. eskadry (První proudová peruť), která vznikla 7. června 1953. Byly zde první trysková letadla, včetně letounů Gloster Meteor T7, F8 a FR9.

## Jednotky
- 109. eskadra – F-16D
- 110. eskadra – F-16C/D Block 30
- 117. eskadra – F-16C/D Block 30
- 157. eskadra – elektronický boj
- 190. eskadra – AH-64A
- 193. eskadra – AS-565